# Entropie (mathématiques)
Pour les articles homonymes, voir Entropie.
En mathématiques, l'entropie est une quantité réelle mesurant en un certain sens la complexité d'un système dynamique.

## Théorème du principe variationnel
Le théorème du principe variationnel permet de faire le lien entre l'entropie topologique et l'entropie métrique. D'après le théorème de Krylov-Bogolyubov, tout système dynamique continu sur un espace métrique compact admet au moins une mesure de probabilité borélienne invariante. Le théorème du principe variationnel affirme que l'entropie topologique de f est la borne supérieure des entropies métriques de f associées aux différentes probabilités boréliennes invariantes.
Théorème — Pour tout système dynamique f sur un espace métrique compact X, l'entropie topologique h(f) vérifie :
{\displaystyle h(f)=\sup\{h_{\mu }(f),\mu \in M(X,f)\}}
où {\displaystyle h_{\mu }(f)} est l'entropie métrique de f associée à la mesure {\displaystyle \mu } et M(X,f) est l'ensemble des probabilités boréliennes de X qui soient f-invariantes.
En général, cette borne supérieure n'est pas atteinte. Cependant, si l'application {\displaystyle \mu \mapsto h_{\mu }(f):M(X,f)\rightarrow \mathbb {R} } est semi-continue supérieurement, il existe alors une mesure d'entropie maximale, c'est-à-dire une mesure {\displaystyle \mu } dans {\displaystyle M(X,f)} vérifiant {\displaystyle h_{\mu }(f)=h(f)}.